# Psi żywot
Psi żywot (oryg. Štaflík a Špagetka) – czechosłowacki serial animowany z 1971 roku w reżyserii Václava Bedřicha.

## Wersja polska
W Polsce serial emitowany był pierwszy raz w połowie lat siedemdziesiątych, a potem w 1991 roku na kanale TVP1 w czwartkowej wieczorynce.
Został wydany na kasetach VHS oraz na VCD również w serii „Nasze bajki” w 2003 roku, dystrybucja Imperial Entertainment i druga odsłona Jawi razem z takimi serialami animowanymi jak: Żwirek i Muchomorek, Zaczarowany ołówek, Kot Filemon, Kot Wawraniec, Krecik.

## Spis odcinków
Pierwsza seria została nakręcona w czerni i bieli, pozostałe dwie były w kolorze.

### Seria I
1. Jak Szczudlik i Bagietka zostali bez dachu nad głową
2. Jak Szczudlik i Bagietka nie mogli zasnąć
3. Jak Szczudlik i Bagietka zaczęli budować dom
4. Jak Szczudlik i Bagietka stawiali ściany
5. Jak Szczudlik i Bagietka opalali się
6. Jak Szczudlik i Bagietka kryli dach
7. Jak Szczudlik i Bagietka malowali
8. Jak Szczudlik i Bagietka przeprowadzali się
9. Jak Szczudlik i Bagietka meblowali dom
10. Jak Szczudlik i Bagietka sadzili ogród
11. Jak Szczudlik i Bagietka gotowali
12. Jak Szczudlik i Bagietka grali
13. Jak Szczudlik i Bagietka wyjechali odpocząć

### Seria II
1. Właściwy ton[4] / Správný tón
2. Wielkie malowanie[4] / Namaluj si sám
3. Mistrz tańca[4] / Mistři tance
4. Ubóstwiam czytać[4] / Vášnivý čtenář
5. Niańki[4]
6. Różdżkarze[4]
7. Wędkarze[4]
8. Szachy[4] / Šachy
9. Teatrzyk[4]
10. Sportowcy[4] / Sportovci
11. Konstruktorzy / Stavebnice
12. Fotografowie[4] / Fofografové
13. Nareszcie dobry uczynek / Konečně dobrý skutek

## Literatura
- Alena Munková, Jiří Munk, Psi żywot - Szczudlik i Bagietka, tłum. Hanna Kostyrko, Grafag, 2001[5][6].